# Merve Erbektaş
Merve Erbektaş (născută Durdu; n. 15 aprilie 1996, Sivas, Turcia) este o handbalistă din Turcia care evoluează pe postul de portar pentru clubul românesc CSM Slatina și echipa națională a Turciei.
Merve Erbektaş este și componentă a echipei naționale de handbal pe plajă a Turciei.

## Palmares
- Liga Campionilor:
  - Grupe: 2022, 2023
  - Calificări: 2019

- Cupa Cupelor:
  - Turul 2: 2014

- Liga Europeană:
  - Grupe: 2021
  - Turul 3: 2024

- Cupa EHF:
  - Turul 2: 2019
  - Turul 1: 2020

- Campionatul Turciei:
  -  Câștigătoare: 2021, 2022, 2023
  -  Medalie de argint: 2019

- Cupa Turciei:
  -  Câștigătoare: 2019, 2021, 2022
  -  Finalistă: 2023

- Supercupa Turciei:
  -  Câștigătoare: 2018, 2021, 2022
  -  Finalistă: 2013, 2019, 2023

- Campionatul European de handbal pe plajă pentru Tineret:
  -  Medalie de bronz: 2013

- Campionatul European de handbal pe plajă pentru Junioare:
  -  Finalistă: 2012

## Galerie de imagini

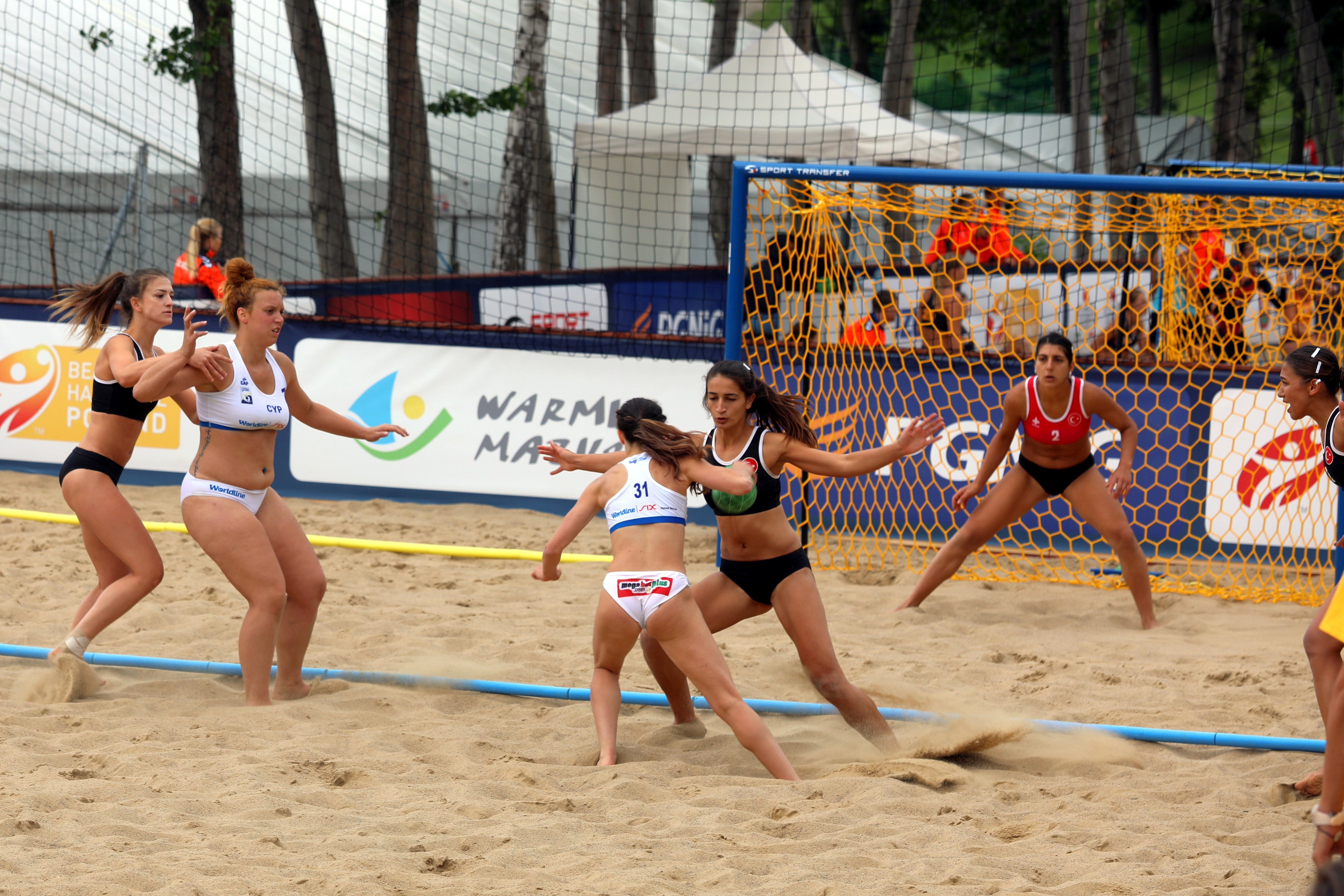
Merve Erbektaş, 4 iulie 2019. Erbektaş (nr. 2, în roșu și negru) în timpul partidei dintre Cipru și Turcia din cadrul Campionatului European de handbal pe plajă ediția 2019, desfășurată în Stare Jabłonki, Polonia.
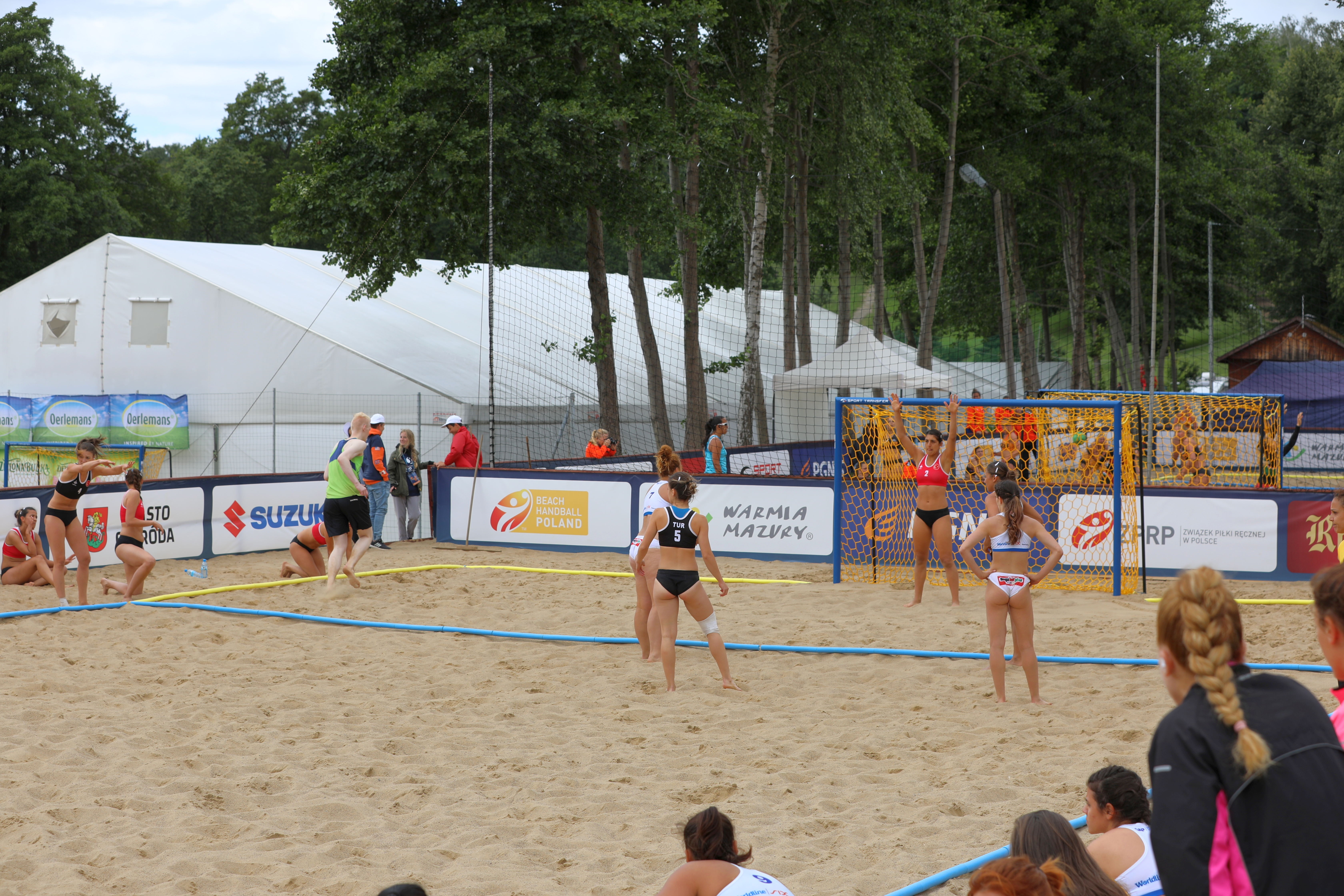
Merve Erbektaş, 4 iulie 2019. Erbektaş (nr. 2, în roșu și negru) în timpul partidei dintre Cipru și Turcia din cadrul Campionatului European de handbal pe plajă ediția 2019, desfășurată în Stare Jabłonki, Polonia.
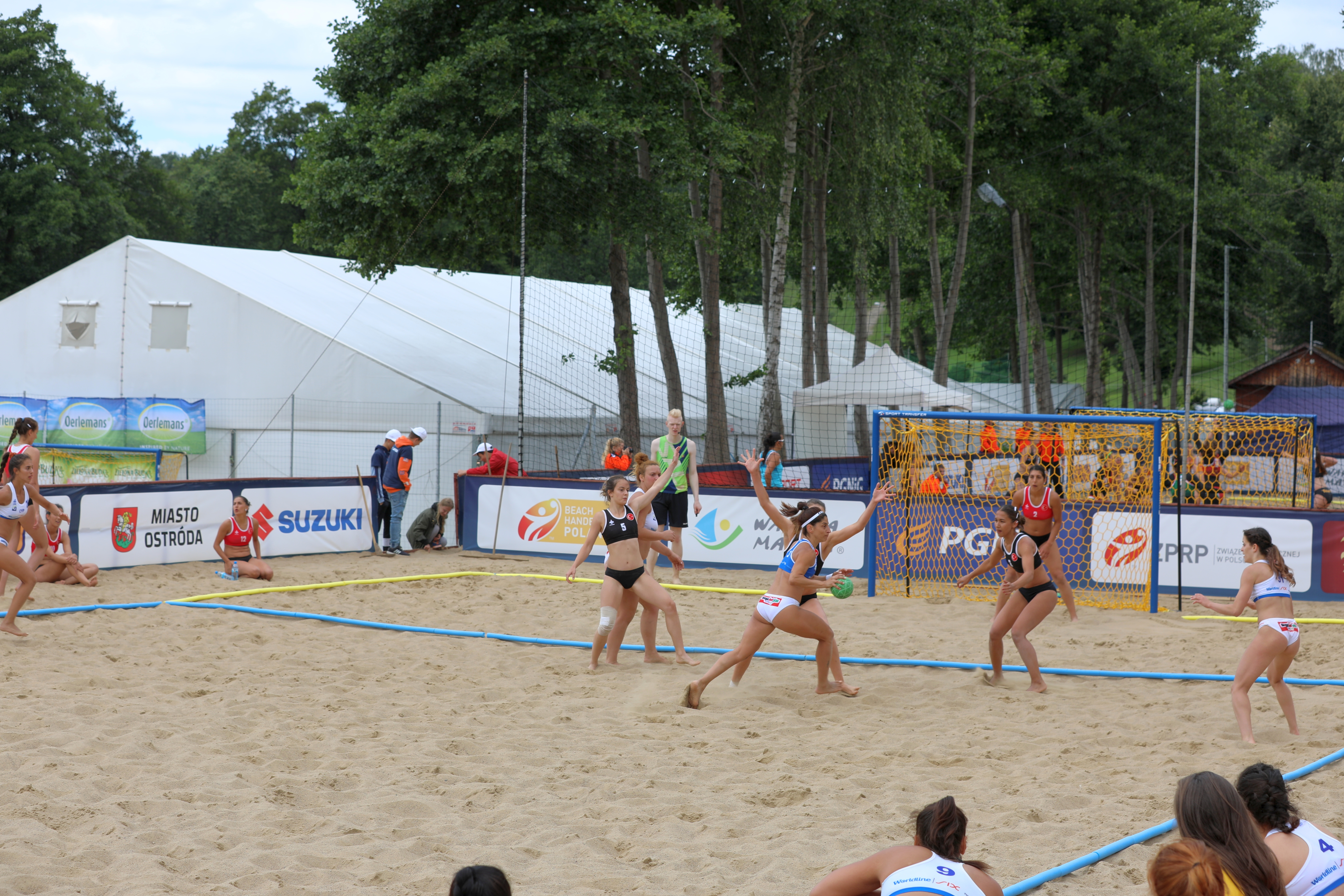
Merve Erbektaş, 4 iulie 2019. Erbektaş (nr. 2, în roșu și negru) în timpul partidei dintre Cipru și Turcia din cadrul Campionatului European de handbal pe plajă ediția 2019, desfășurată în Stare Jabłonki, Polonia.
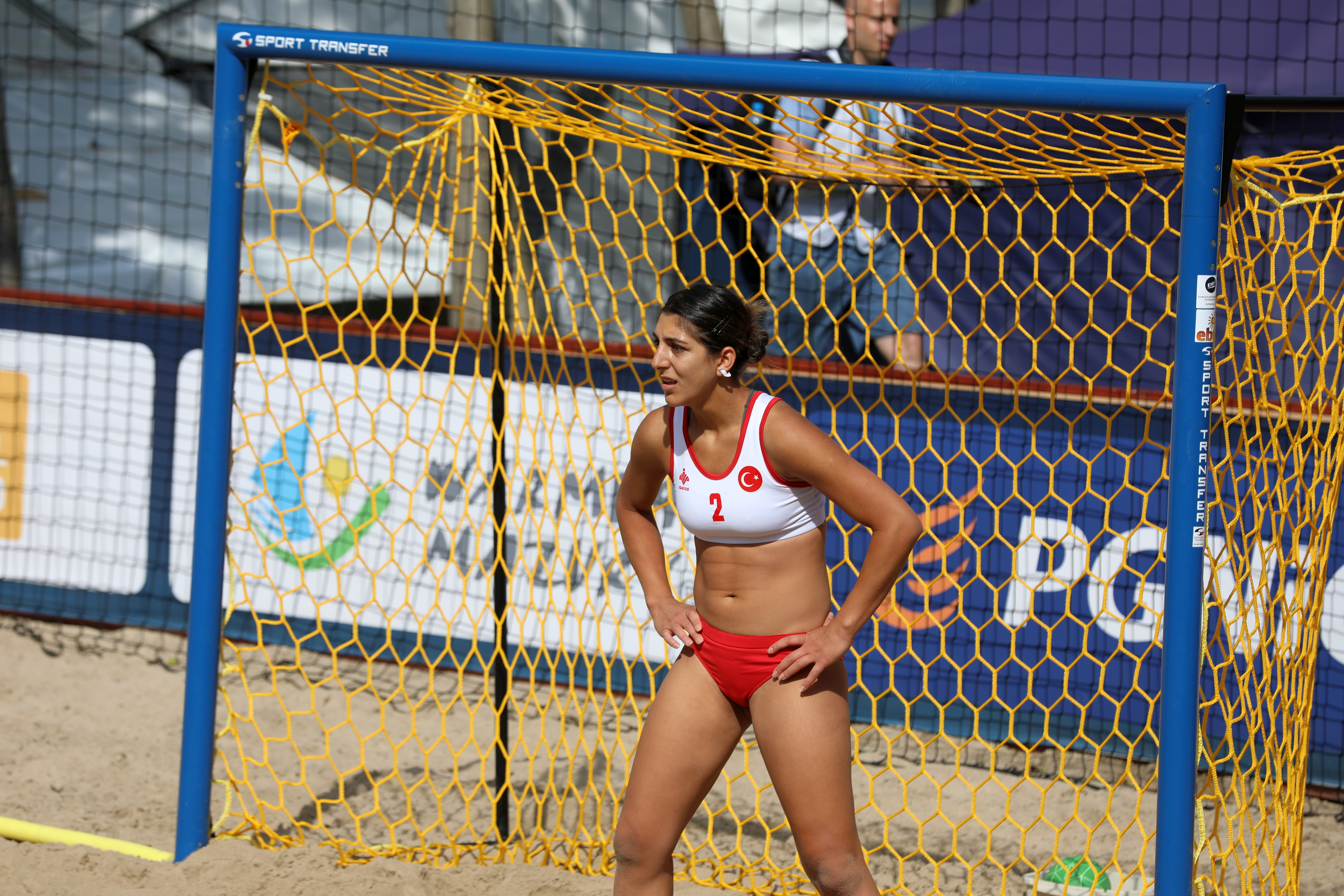
Merve Erbektaş, 3 iulie 2019. Erbektaş (nr. 2, în alb și roșu) în timpul partidei dintre Turcia și Norvegia din cadrul Campionatului European de handbal pe plajă ediția 2019, desfășurată în Stare Jabłonki, Polonia.
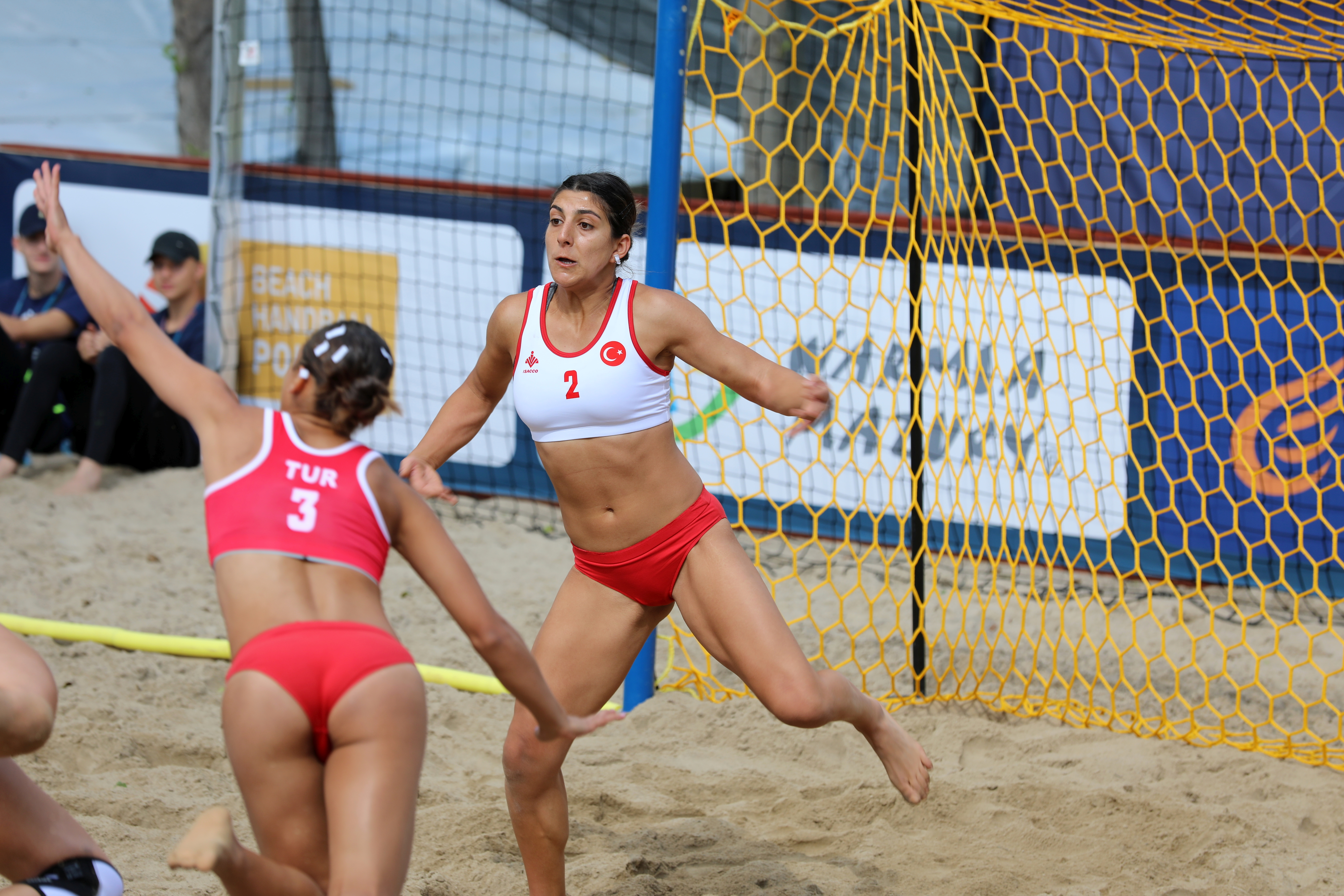
Merve Erbektaş, 3 iulie 2019. Erbektaş (nr. 2, în alb și roșu) în timpul partidei dintre Turcia și Norvegia din cadrul Campionatului European de handbal pe plajă ediția 2019, desfășurată în Stare Jabłonki, Polonia.
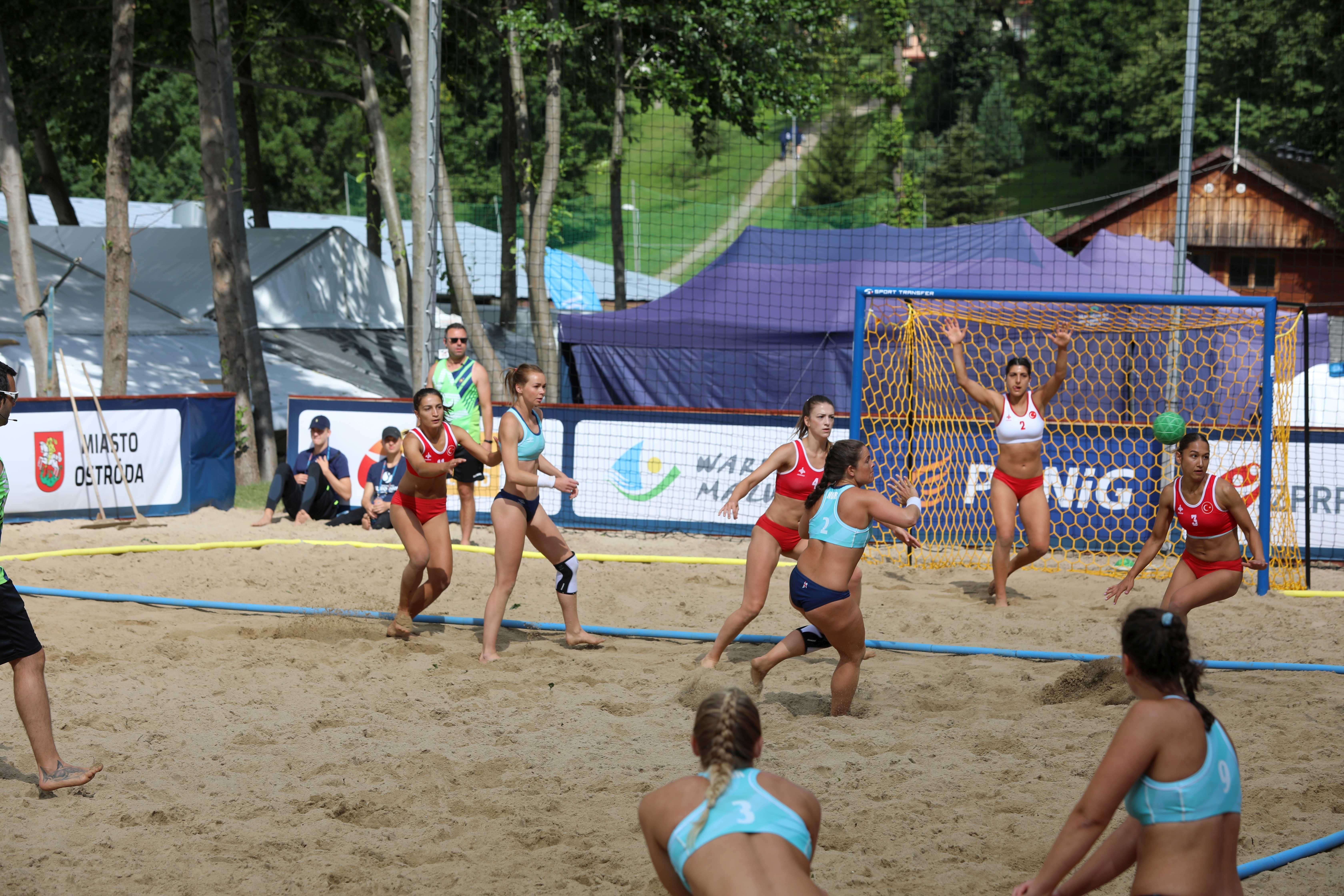
Merve Erbektaş, 3 iulie 2019. Erbektaş (nr. 2, în alb și roșu) în timpul partidei dintre Turcia și Norvegia din cadrul Campionatului European de handbal pe plajă ediția 2019, desfășurată în Stare Jabłonki, Polonia.
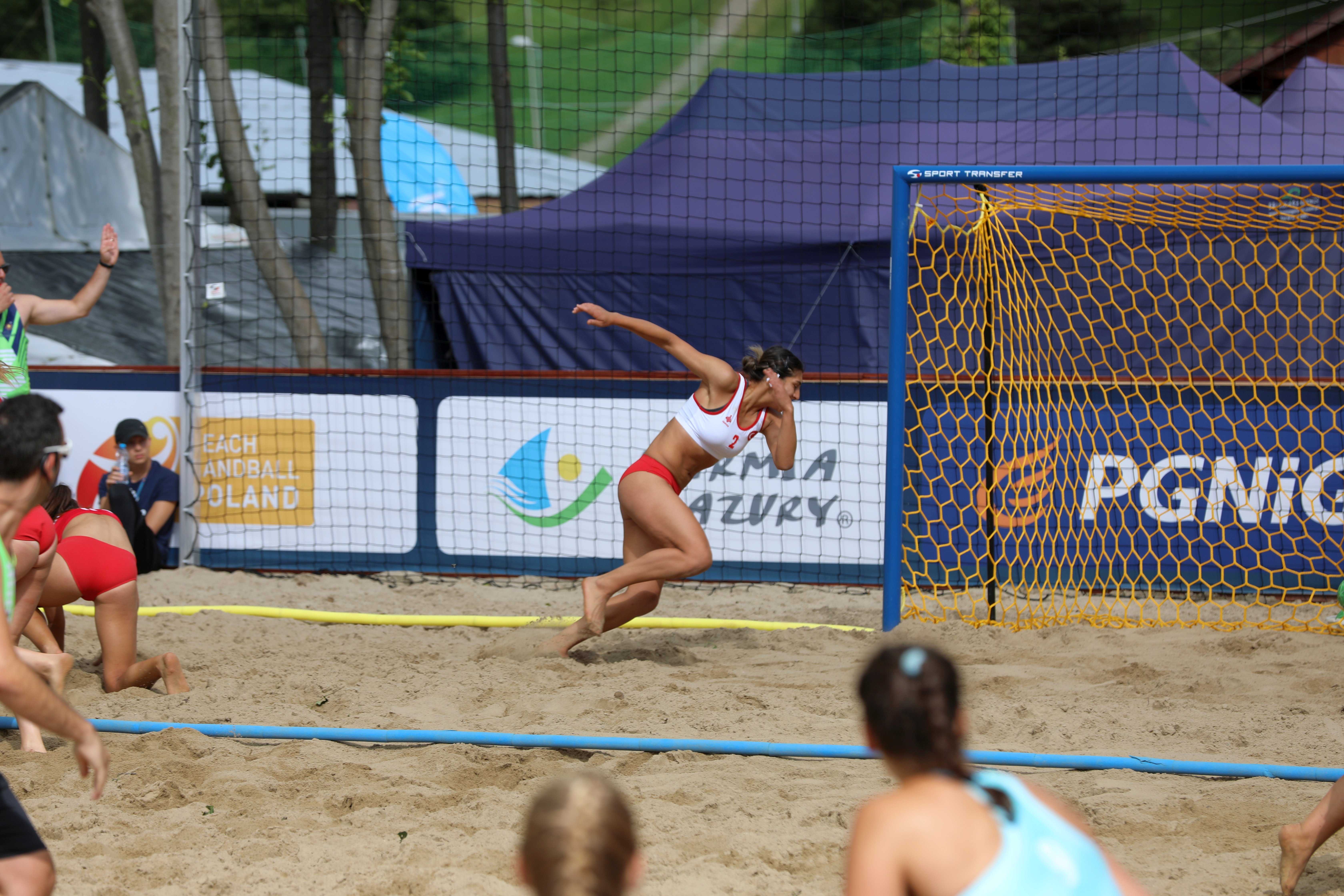
Merve Erbektaş, 3 iulie 2019. Erbektaş (nr. 2, în alb și roșu) în timpul partidei dintre Turcia și Norvegia din cadrul Campionatului European de handbal pe plajă ediția 2019, desfășurată în Stare Jabłonki, Polonia.